# Pierre de Matafin
La pierre de Matafin est une pierre à légende située sur le territoire de la commune de Chardonnay, en Haut-Mâconnais, dans le département français de Saône-et-Loire, à quelques centaines de mètres au nord de la route départementale de Tournus à Lugny depuis laquelle elle est accessible. Elle fut identifiée à tort comme un dolmen au début du XXe siècle, mais cette hypothèse fut infirmée par une fouille archéologique réalisée en 1980.

## Historique
La pierre est mentionnée comme pierre de Justice dans les actes du chapitre de Saint-Vincent de Mâcon. En 1915, la pierre est signalée à la Société des amis des arts et des sciences de Tournus par Jouvenceau, instituteur à Chardonnay. Jouvenceau y effectue des fouilles en 1919. En 1922, il fait replacer une dalle de pierre en position horizontale qui selon la tradition orale surmontait autrefois les deux dalles verticales et qui fut retirée vers 1840. Deux ans plus tard, cette « restauration » conduit Jeanton et Lafay à classer l'édifice parmi les dolmens trilithes.
La pierre de Matafin fait ainsi l'objet d'un classement au titre des monuments historiques depuis le 24 août 1934 comme dolmen. Durant la Seconde Guerre mondiale, la dalle horizontale est renversée et brisée en deux morceaux. Menacé par des fouilles clandestines, le site fait l'objet d'une fouille de sauvetage en 1979-1980.

## Description
L'édifice se compose de deux dalles de calcaire dressées parallèlement et orientées nord-sud, séparées par un espace inférieur à 0,35 m et non 0,80 m comme indiqué dans le compte rendu de Jeanton et Lafay, compte-rendu où toutes les mesures données sont exagérées. La dalle côté ouest est un bloc naturel de 3,90 m de longueur, dépassant du sol sur 1,60 m de hauteur au maximum et dont l'épaisseur varie entre plus d'un mètre à la base et 0,20 m au sommet. Lors des fouilles entreprises en 1919, au-delà de 2 m de profondeur, les fouilleurs renoncèrent à en atteindre la base. Les fouilles de 1980 ont révélé que la dalle visible est en fait l'émergence du substratum rocheux dont le pendage naturel est pratiquement vertical à cet endroit. La pierre est traversée d'une fissure verticale, elle est plane côté est mais très irrégulière et percée de nombreux trous côté ouest.
La seconde dalle résulte d'une construction anthropique. Elle mesure 2,15 m de longueur sur 1,20 m de hauteur pour une épaisseur moyenne de 0,40 m. Elle repose sur le sol sans fosse de calage. La face orientale est à peu près plane tandis que la face occidentale comporte un fort renflement à la base et de nombreux trous horizontaux. Sur les photos datées de 1922, la dalle semble totalement verticale mais elle s'est depuis légèrement inclinée vers l'ouest.
Contrairement aux indications de Jeanton et Lafay, aucune gravure en forme de rouelle n'orne l'une des dalles ; il s'agit vraisemblablement d'une description fantaisiste des auteurs.

## Résultat des fouilles
Aucune trace d'inhumation n'a été découverte, ni en 1919, ni en 1980.
Les fouilles de 1919 livrèrent peu de matériel archéologique hormis un grand silex (14,5 cm de long sur 7,70 cm de large), biface retouché sur un côté en forme de tranchoir, ainsi que des tessons de poteries datés, à tort, par Jeanton et Lafay des périodes protohistorique et gallo-romaine.
Les fouilles de 1980 ont livré un matériel lithique, des tessons de céramique, quelques vestiges osseux et des éléments métalliques (clous) retrouvés tout autour des pierres. Le matériel lithique comporte quarante-trois silex, dont la moitié de très petite taille. Les outils les plus importants sont constitués de deux nucléus, un éclat laminaire, un fragment de lamelle, une ébauche d'armature de flèche perçante et cinq éclats retouchés. La lamelle et l'armature de flèche ont été attribuées au Néolithique final. Les tessons de céramique recueillis correspondent majoritairement à une poterie grise ou noire avec un dégraissant abondant et grossier. L'ensemble, pouvant représenter au maximum dix vases, date de la période médiévale à l'exception d'un minuscule tesson attribué à une période pré ou protohistorique.

## Un pseudo-dolmen
Bien que la dalle qui fut dressée côté Est résulte indubitablement d'une construction humaine, l’étroitesse de l'espace ainsi constitué n'est pas compatible avec l'existence d'une chambre mortuaire. De plus, la dalle a été posée à même le sol sans aucune fosse ni pierres de calage. Traditionnellement dans les constructions mégalithiques, les faces planes des orthostates sont positionnées vers l'intérieur de la chambre, ce qui n'est pas le cas dans cette construction. Enfin, les fouilles de 1980 élargies au périmètre immédiat des deux dalles n'ont révélé aucune trace d'un éventuel tumulus.
Les dimensions de la troisième dalle, qui semble-t-il était positionnée jusque vers 1840 comme table de couverture, apparaissent comme insuffisantes pour couvrir l'espace qui aurait constitué la chambre funéraire et le bord supérieur d'un des piliers est trop irrégulier pour avoir supporté à l'horizontal une éventuelle seconde table. De surcroît, la proximité immédiate d'un ancien chemin utilisé par des charriots longeant au plus près la pierre de Matafin ne semble pas non plus compatible avec la persistance de dalles en position horizontale qui auraient gêné le passage. A contrario, lorsque le chemin fut déplacé quelques mètres plus à l'est, il fut alors possible d'y placer la troisième dalle, pour une raison inconnue, ce qui expliquerait sa présence au début du XIXe siècle.
L'hypothèse selon laquelle la pierre de Matafin aurait été un dolmen s'avère par conséquent être erronée. Il s'agit probablement d'une pierre à légende dont la fréquentation serait très ancienne (silex dispersés autour du site).